# Hoceni
Hoceni é uma comuna romena localizada no distrito de Vaslui, na região de Moldávia. A comuna possui uma área de 93.80 km² e sua população era de 3068 habitantes segundo o censo de 2007.